# Szakrális kettős királyság
A szakrális kettős királyság rendszere az eurázsiai sztyeppe legnagyobb nomád birodalmainak intézménye volt az 1. évezred második felében. Az első uralkodó, a kagán a tengrizmusból eredő szakralitással és sokszor csak névleges hatalommal rendelkezett, de az ő léte adta a legitimitását a második királynak, aki parancsolt és hadat vezetett, aki tulajdonképpen uralkodott.
Az ilyen szent kagán címe a nagy kagán, azaz il-kagán, aminek a Türk Birodalom alapítója, Bumin is kinevezte magát. Mellette működött egy kis kagán. 
A kazárokkal kapcsolatban írja le Maszúdi, hogy a „hakan”, azaz a kagán a kastélya belsejében lakik, nem képes kilovagolni, a nemesek vagy a közemberek előtt megjelenni, csak asszonyaival és a másik királlyal érintkezik, uralkodik, parancsol, de nincs szuverenitása, csak akkor, ha mellette van a palotában a nagy kagán. Ha ínség volt Kazáriában, akkor a nemesek a (második) királyhoz siettek, hogy a kagán bajt hoz rájuk, ölje meg őt. A király azután vagy megölte a kagánt, vagy megvédte őt.
Harminc évvel korábban Ibn Fadlán azt írja, hogy a másik király – akinek címe kagán-bég – mindennap a nagy kagán elé járult mezítláb, egy fadarabbal a kezében. Amikor a nagy kagán köszöntötte őt, akkor meggyújtja előtte a fadarabot és a jobbjára ül, a trónusra. Ez a fadarab vagy fáklya a nyugati törökben és a mongolban dzsula, a köztörökben jula, és innen származik a magyarok második királyának a neve: dzsula, dzsila vagy mai magyar nyelven gyula. A kagán ekkor még négyhavonta megjelent a nyilvánosság előtt, ha pedig kilovagolt, akkor egész serege vele volt, de csak egy mérföld távolságból, hogy ne láthassák őt. Ha valaki találkozott vele, akkor arcra borult, és nem emelte fel a fejét, amíg el nem haladt mellette.
Ibn Fadlán még a szakralizálódás korábbi fokát írja le, mint a 956 előtti Maszúdi, de a Dzsajháni-hagyomány is az Ibn Fadlánhoz hasonló helyzetet ír le, a hazar hakan (kazár kagán) és az isad kettős királyságát, az előbbi névleges, az utóbbi tényleges hatalmával.